# U-Bahnhof Oranienburger Tor

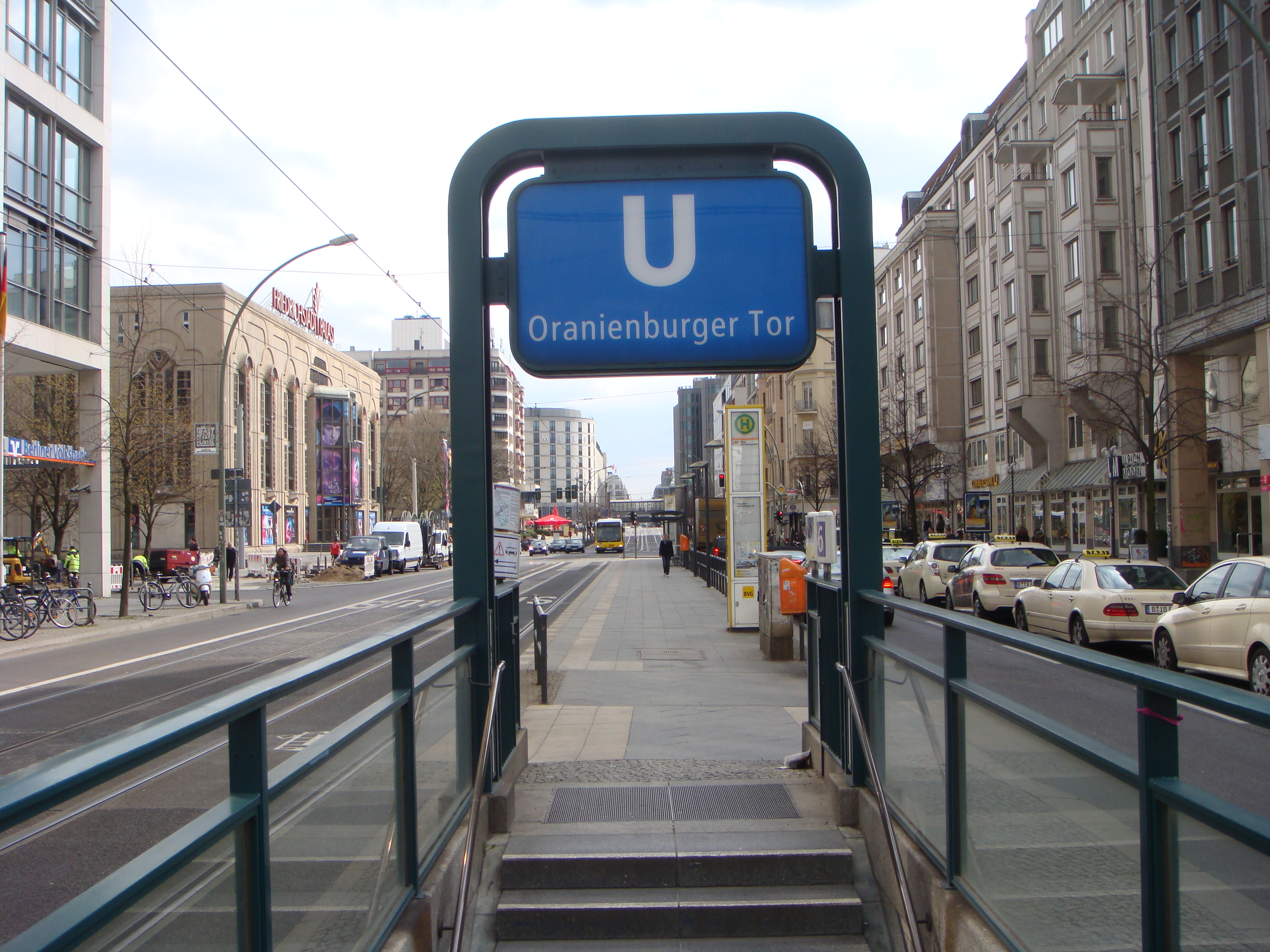
Bahnhofseingang in der Friedrichstraße

Der U-Bahnhof Oranienburger Tor ist eine Station der U-Bahn-Linie U6 im Berliner Ortsteil Mitte des gleichnamigen Bezirks. Er befindet sich 4,90 Meter unter der Friedrichstraße auf Höhe der Claire-Waldoff-Straße. 

## Historie und Bauwerk

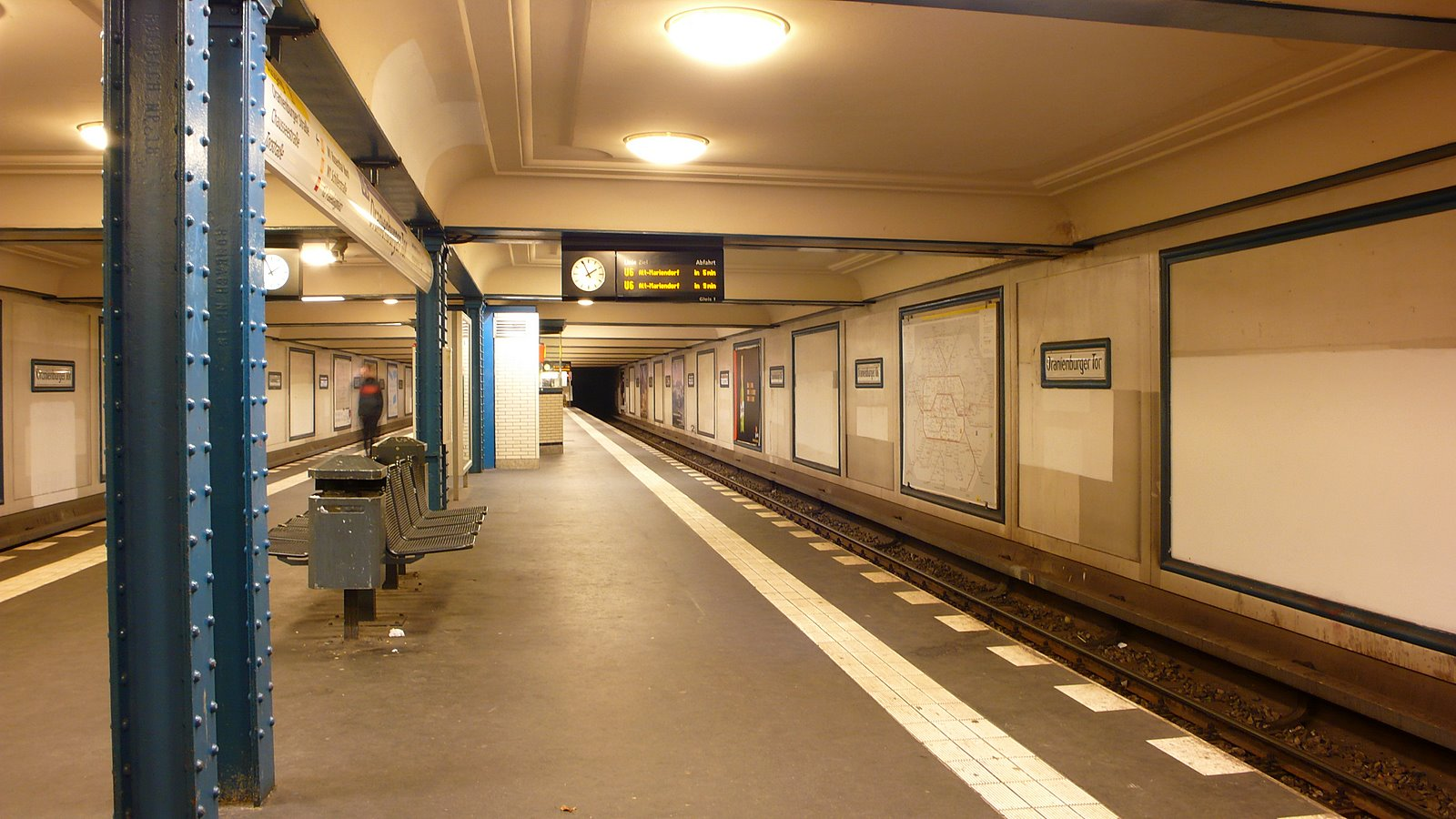
Bahnsteig

Der Bahnhof wurde seit 1915 nach Plänen von Heinrich Jennen von Alfred Fehse und Alfred Grenander erbaut und an der damaligen Nord-Süd-Bahn (1928–1966: Linie C, heute: U6) am 30. Januar 1923 eröffnet. Bei der BVG wird er unter dem Kürzel Ob geführt. Er ist mit einem Aufzug zur Oranienburger Straße  barrierefrei.
Von April bis Juni 1945 war der Bahnhof aufgrund von Kriegsschäden durch alliierte Luftangriffe geschlossen. Vom 13. August 1961 bis zum 1. Juli 1990 war er ein sogenannter „Geisterbahnhof“, die U-Bahn hielt nur am Bahnhof Friedrichstraße. In den Folgejahren ließ die BVG, finanziert durch das Land Berlin, den Bund und die EU, den Ursprungszustand wiederherstellen und gleichzeitig die Bahnsteige von 80 auf 110 Meter verlängern, sodass auch 6-Wagen-Züge am Bahnsteig halten konnten.
Der Bahnhof ist ein schlichter Mittelsteigbahnhof, der in Weiß gehalten ist, die Stationsschilder tragen eine blaue Umrandung. Er steht unter Denkmalschutz.

## Anbindung
| Linie | Verlauf |
| ----- | --- |
|       | Alt-Tegel – Borsigwerke – Holzhauser Straße – Otisstraße – Scharnweberstraße – Kurt-Schumacher-Platz – Afrikanische Straße – Rehberge – Seestraße – Leopoldplatz – Wedding – Reinickendorfer Straße – Schwartzkopffstraße – Naturkundemuseum – Oranienburger Tor – Friedrichstraße – Unter den Linden – Stadtmitte – Kochstraße – Hallesches Tor – Mehringdamm – Platz der Luftbrücke – Paradestraße – Tempelhof – Alt-Tempelhof – Kaiserin-Augusta-Straße – Ullsteinstraße – Westphalweg – Alt-Mariendorf |

Am U-Bahnhof bestehen Umsteigemöglichkeiten von der Linie U6 zu den Straßenbahnlinien M1, M5 und 12 sowie zur Nachtbuslinie N6 der BVG.